# Condado de Oconee (Georgia)
El condado de Oconee (en inglés: Oconee County), fundado en 1875, es uno de 159 condados del estado estadounidense de Georgia. En el año 2007, el condado tenía una población de 31 367 habitantes y una densidad poblacional de 55 personas por km². La sede del condado es Watkinsville. El condado recibe su nombre en honor a James Oconee. El condado de Oconee forma parte del Área metropolitana de Athens - Condado de Clarke.

## Geografía
Según la Oficina del Censo, el condado tiene un área total de 481 km² (185,7 mi²), de la cual 480 km² (185,3 mi²) es tierra y 1 km² (0,4 mi²) (0.24%) es agua.

### Condados adyacentes
- Condado de Clarke (norte)
- Condado de Oglethorpe (este)
- Condado de Greene (sureste)
- Condado de Morgan (sur)
- Condado de Walton (oeste)
- Condado de Barrow (noroeste)

## Demografía
Según el censo de 2000, había 26 225 personas, 9051 hogares y 7322 familias residiendo en la localidad. La densidad de población era de 55 hab./km². Había 9528 viviendas con una densidad media de 51 viviendas/km². El 89.58% de los habitantes eran blancos, el 6.42% afroamericanos, el 1.43% amerindios, el 0.18% asiáticos, el 0.05% isleños del Pacífico, el 1.48% de otras razas y el 0.87% pertenecía a dos o más razas. El 3.28% de la población eran hispanos o latinos de cualquier raza.
Los ingresos medios por hogar en la localidad eran de $55 211, y los ingresos medios por familia eran $61 502. Los hombres tenían unos ingresos medios de $41 223 frente a los $27 271 para las mujeres. La renta per cápita para el condado era de $24 153. Alrededor del 6.50% de la población estaban por debajo del umbral de pobreza.

## Transporte
- U.S. Route 29
- U.S. Route 78
- U.S. Route 129
- U.S. Route 441
- SR 10
- SR 15
- SR 53
- SR 316

## Localidades
- Bishop
- Bogart
- North High Shoals
- Watkinsville